# 中南民族大学民族学博物馆
中南民族大学民族学博物馆位於湖北省武汉市洪山区中南民族大学内，于1953年成立并对外开放。这是中国目前唯一一座以“民族学博物馆”命名的专业性博物馆。

## 历史
博物馆座落于武汉南湖之滨，展馆面积2600多平方米，馆舍建筑融入了中国传统建筑的精髓和少数民族特色的建筑风貌，采用开放与闭合相交互的结构构建。馆内藏品內容丰富，目前收藏有中国中南、华东、西南等地区二十多个少数民族的民族文物万余件，包括生产生活用具、服饰、文史档案、宗教器物、书画等方面的内容。
博物馆自开馆以来，不仅为中南民族大学民族学及相关学科的教学实习基地，并成为武汉市有关高校社会学、人类学、建筑学、工艺美术等相关学科专业的教学实习基地，为高校相关学科的教育和科学研究提供服务。

## 固定展厅
- 展厅一：馆藏文物集粹，展示博物馆珍藏文物
- 展厅二：56个少数民族服饰展
- 展厅三：土家族民俗展
- 展厅四：海南黎族传统文化展
- 展厅五：少数民族艺术造型展

## 开放时间
- 上午08：30至下午16：30
- 双休日及节假日到访需预约
- 集体到访需预约
- 博物馆免票进入

## 地址
- 湖北省武汉市洪山区民族大道708号

## 交通
- 公共汽车：538、583、572、590、901路到中南民族大学站/石板头站，步行约5分钟.